# 近藤誠二
近藤 誠二（こんどう せいじ、1972年5月16日 - ）は、愛媛県松山市出身の舞台俳優である。坊っちゃん劇場を退所後、現在はフリーで活動している。

## 来歴・人物
愛媛県立松山工業高等学校卒業後、愛媛県外で会社勤めをしていたが、社長と喧嘩して解雇されてしまう。26歳の時に市民ミュージカルに参加したことがきっかけでミュージカルに興味を持ち始める。その後、ユニバーサル・スタジオ・ジャパンのパフォーマーとして活動する傍ら、道頓堀極楽商店街の舞台に出演するなど精力的に活動していた。子供の小学校入学を機に地元愛媛に戻り、坊っちゃん劇場ができるということでオーディションを受けた結果、坊っちゃん劇場に所属することが決まった。その後、またもや社長と喧嘩し、解雇されてしまう。現在は、松山アクターズスクールを立ち上げるなどして、フリーで活動している。

## 出演作品

### 舞台

#### ユニバーサル・スタジオ・ジャパン
- パフォーマーとしてショー・パレードに出演

#### 道頓堀極楽商店街
- 道頓堀夫婦善裁
- 道頓堀の怪人
- 道頓堀花嫁道中
- I LOVE 道頓堀
- 蝶子と吉冶朗の家

#### 坊っちゃん劇場
- 坊っちゃん劇場第2作「吾が輩は狸である」ベンベエ役
- 坊っちゃん劇場第3作「龍馬！」中岡慎太郎役
- 坊っちゃん劇場第4作「鶴姫伝説」陶晴賢役
- 坊っちゃん劇場第5作「正岡子規」伊藤左千夫役
- 坊っちゃん劇場第6作「誓いのコイン」セルゲイ役
- 坊っちゃん劇場第7作「幕末ガール」役侍・吉治朗役
- 坊っちゃん劇場第8作「げんない」屁の花咲太郎役
- 坊っちゃん劇場第9作「道後湯の里」橘欽也役
- 坊っちゃん劇場アウトリーチミュージカル「二宮忠八物語」語り部役

### テレビ
- ほーなん（2015年4月3日 - 2021年3月21日、テレビ愛媛） - メインMC

### ラジオ
- 誠二と悠二郎のかんげき日和（2011年 - 2013年、エフエム愛媛）
- マジカル・ミュージカル・チャンネル（2013年 - 2016年、エフエム愛媛）
- 日曜夢舞台（2016年 - 、エフエム愛媛） - パーソナリティ